# Provenza (canción)
«Provenza» es una canción de la cantautora colombiana Karol G. Fue lanzada el 21 de abril de 2022 a través de Universal Music Latino como el primer sencillo de su cuarto álbum de estudio, Mañana será bonito (2023). Fue escrita por Giraldo, Daniel Echavarria, Kevin Cruz y producido por Echavarria (acreditado como Ovy on the Drums). El título de la canción fue inspirado en el barrio Provenza de la ciudad de Medellín.

## Composición
«Provenza» está escrita en tono de Fa menor, con un tempo de 111 latidos por minuto.

## Video musical
El video fue lanzado el 21 de abril de 2022 en el canal de YouTube de Karol G. Fue dirigida por Pedro Artola.[cita requerida] En el video, Karol G salía al aire libre mientras viajaba en un auto amarillo bajo las esculturas de las nubes de lluvia en la montaña de arena y por toda la isla de Lanzarote.

## Interpretaciones en vivo
Giraldo interpretó la canción en vivo por primera vez en el Festival de Música y Artes de Coachella Valley el 24 de abril de 2022 y la segunda vez el 25 de abril de 2022.

## Posicionamiento en las listas
| Lista (2022)                       | Mejor posición |
| ---------------------------------- | -------------- |
| Argentina (Argentina Hot 100)      | 4              |
| Argentina Airplay (Monitor Latino) | 14             |
| Bolivia (Billboard)                | 1              |
| Chile (Billboard)                  | 6              |
| Chile Airplay (Monitor Latino)     | 6              |
| Colombia (Billboard)               | 1              |
| Colombia (Promúsica)               | 1              |
| Colombia Airplay (Monitor Latino)  | 1              |
| Costa Rica (FONOTICA)              | 16             |
| República Dominicana (SODINPRO)    | 1              |
| Ecuador (Billboard)                | 1              |
| Ecuador Airplay (Monitor Latino)   | 1              |
| El Salvador (Monitor Latino)       | 5              |
| Global 200 (Billboard)             | 6              |
| Guatemala (Monitor Latino)         | 1              |
| Honduras (Monitor Latino)          | 1              |
| México (Billboard)                 | 1              |
| Mexico Airplay (Billboard)         | 1              |
| Nicaragua (Monitor Latino)         | 2              |
| Panamá (PRODUCE)                   | 10             |
| Paraguay (Monitor Latino)          | 1              |
| Perú (Billboard)                   | 1              |
| Perú Airplay (Monitor Latino)      | 1              |
| Portugal (AFP)                     | 66             |
| Puerto Rico (Monitor Latino)       | 5              |
| España (PROMUSICAE)                | 2              |
| Suiza (Schweizer Hitparade)        | 62             |
| Uruguay (Monitor Latino)           | 8              |
| Estados Unidos (Billboard Hot 100) | 25             |
| Estados Unidos (Hot Latin Songs)   | 1              |
| Estados Unidos (Latin Pop Airplay) | 1              |
| Venezuela (Monitor Latino)         | 10             |

## Historial de lanzamiento
| Región         | Fecha               | Formato                     | Discografía            | Ref.                 |
| -------------- | ------------------- | --------------------------- | ---------------------- | -------------------- |
| Varios         | 21 de abril de 2022 | Descarga digital, streaming | Universal Music Latino | [ 37 ] [ 38 ] [ 39 ] |
| Estados Unidos | 7 de junio de 2022  | Rhythmic radio              | Universal Music Latino | [ 40 ]               |